# Nightjet
Nightjet — торгова марка Австрійської федеральної залізниці (ÖBB) для нічних пасажирських поїздів.
Nightjet працює в Австрії, Бельгії, Франції, Німеччині, Італії, Нідерландах, Польщі та Швейцарії. 
Інші залізничні компанії під брендом Nightjet Partner надають послуги до Хорватії, Угорщини, Польщі, Чехії, Словаччини та Словенії. 
Потяги Nightjet пропонують ліжка в спальних вагонах (найкомфортніша категорія обслуговування Nightjet), плацкартні вагони та вагони для сидіння. 
На певних сполученнях автомобілі також можна перевозити потягом.

## Історія
У грудні 2015 року німецька державна залізнична компанія Deutsche Bahn оголосила про припинення послуг нічних поїздів під брендом City Night Line і замінила їх додатковими нічними високошвидкісними послугами ICE; 
Цей результат став результатом багаторічних зусиль, спрямованих на зміну сектору, який, як стверджувала компанія, мало використовувався, на нього припадало приблизно 1% усіх пасажирів на далекі відстані того року, і тому був збитковим. 

Ще до цього рішення тривали дискусії з Австрійськими федеральними залізницями ÖBB на тему продовження в тій чи іншій формі традиційних нічних поїздів. 

У лютому 2016 року з’явилася інформація про те, що ÖBB веде переговори з Deutsche Bahn про те, щоб взяти на себе обслуговування кількох нічних поїздів. 
Крім того, компанія також оцінювала свої варіанти щодо рухомого складу для обслуговування цих послуг, включаючи нові вагони, а також модернізацію існуючого рухомого складу. 

Пізніше того ж року ÖBB вирішила прийняти бренд Nightjet для своїх нічних поїздів. 

У грудні 2016 року були запущені перші послуги Nightjet; у тому ж місяці Deutsche Bahn припинив роботу своїх власних нічних потягів. 
 
У лютому 2017 року ÖBB оголосило, що кількість пасажирів на послугах Nightjet зростає. 

У серпні 2019 року Швейцарські федеральні залізниці 
(SBB) і ÖBB спільно оголосили про свої плани щодо розширення пасажирських перевезень між двома країнами — рейси Nightjet між швейцарськими містами Цюрихом і Базелем і німецькими містами Берліном і Гамбургом. 
Крім того, дві компанії вивчали варіанти подальшого розширення мережі Nightjet і забезпечення більшої кількості нічних рейсів до Швейцарії. 

Того ж року Нідерландські залізниці (NS) також обговорювали з ÖBB варіанти надання нічних поїздів до Амстердама; 

У жовтні 2019 року було оголошено, що уряд Нідерландів погодився надати тимчасову субсидію компаніям NS і Nightjet на спільне забезпечення щоденних нічних поїздів між Амстердамом, Нюрнбергом, Мюнхеном, Інсбруком і Віднем. 

Використання послуги постійно зростало у 2010-х роках; 
У жовтні 2019 року генеральний директор ÖBB Андреас Матте заявив, що пасажиропотік Nightjet зріс на 10 відсотків порівняно з попереднім роком. 

У першій половині 2020 року, як і більшість транскордонних послуг у Європі, послуги Nightjet були тимчасово призупинені через COVID-19; у червні 2020 року було оголошено про відновлення регулярних планових операцій. 

У грудні 2020 року чотири залізничні компанії: ÖBB, Deutsche Bahn, SBB і французьку SNCF, підписали угоду про співпрацю щодо розвитку нічних потягів по всій Європі; Зокрема, пріоритетом буде запуск чотирьох нових рейсів Nightjet між 13 містами Європи. 
Дві з цих служб курсуватимуть між Віднем, Мюнхеном і Парижем, а також Цюрихом, Кельном і Амстердамом, починаючи з грудня 2021 року, тоді як послуги між Віднем і Берліном і Брюсселем і Парижем розпочнуться у грудні 2023 року. 
У грудні 2024 року, також буде запущено нове сполучення між Цюрихом і Барселоною. 

У серпні 2018 року ÖBB оголосив про розміщення початкового замовлення на 375 мільйонів євро на вісім денних поїздів і 13 нічних поїздів у рамках ширшої рамкової угоди на 1,5 мільярда євро з німецькою інжиніринговою компанією Siemens Mobility щодо нового парку поїздів далекого прямування, що передбачає постачання до 700 пасажирських вагонів наступні п'яти років. 
Нові вагони Siemens Viaggio Comfort, які виготовлятимуть на заводі Siemens у Відні, будуть експлуатуватися з існуючим парком вагонів Siemens Taurus ÖBB локомотивів, і експлуатуватимуться в Австрії, Німеччині, Італії та Швейцарії, тоді як передбачено обладнання вагонів для використання в Хорватії, Чехії, Угорщині, Польщі, Словаччині та Словенії. 
Нічні потяги із семи вагонів мають 100 місць для сидіння та 160 спальних місць і повністю обладнані для перевезення маломобільних пасажирів. 
Siemens стверджує, що автобуси Viaggio покращили енергоефективність завдяки світлодіодному внутрішньому освітленню, кондиціонуванню повітря за допомогою теплових насосів у режимах охолодження та опалення, а також регульованій подачі свіжого повітря на основі рівня CO2 в салоні. 
Постачання нового парку очікується у 2022 році, а введення в експлуатацію почнеться влітку 2023 року 
.
У жовтні 2019 року як проміжний захід ÖBB оголосив про свій намір орендувати спальні та плацкартні вагони, дозволяючи надавати додаткові послуги Nightjet без необхідності чекати постачання свого невиконаного замовлення Siemens. 
Зокрема, оцінювалися два варіанти; оренда чотирьох спальних і чотирьох плацкартних вагонів у 2020 — 2023 роках, що можуть працювати в Німеччині, Данії та Швеції; або вісім спальних вагонів і вісім плацкартних вагонів у 2021 — 2022 роках з допуском до експлуатації в Австрії, Німеччині, Швейцарії, Бельгії та Чехії. 

У серпні 2020 року ÖBB отримав дозвіл федерального уряду Австрії на придбання додаткових 20 поїздів Nightjet із семи вагонів разом із додатковими локомотивами на загальну суму приблизно 500 мільйонів євро. 
У поєднанні з попередніми замовленнями новий рухомий склад ÖBB для Nightjet включає 231 новий спальний вагон, плацкартний і вагонів для сидіння; розширення парку дозволить оператору дістатися до більшої кількості пунктів призначення. 

Того ж місяця, щоб розмістити розширюваний парк, ÖBB інвестувала 40 мільйонів євро в модернізацію та розширення віденського депо Simmering, що включало будівництво нового залу технічного обслуговування площею 5500 м² з двома піднятими коліями. 

У серпні 2021 року у Siemens Mobility було замовлено ще 20 семивагонних потягів Nightjet на базі нового покоління Viaggio Next Level. 

## Маршрути

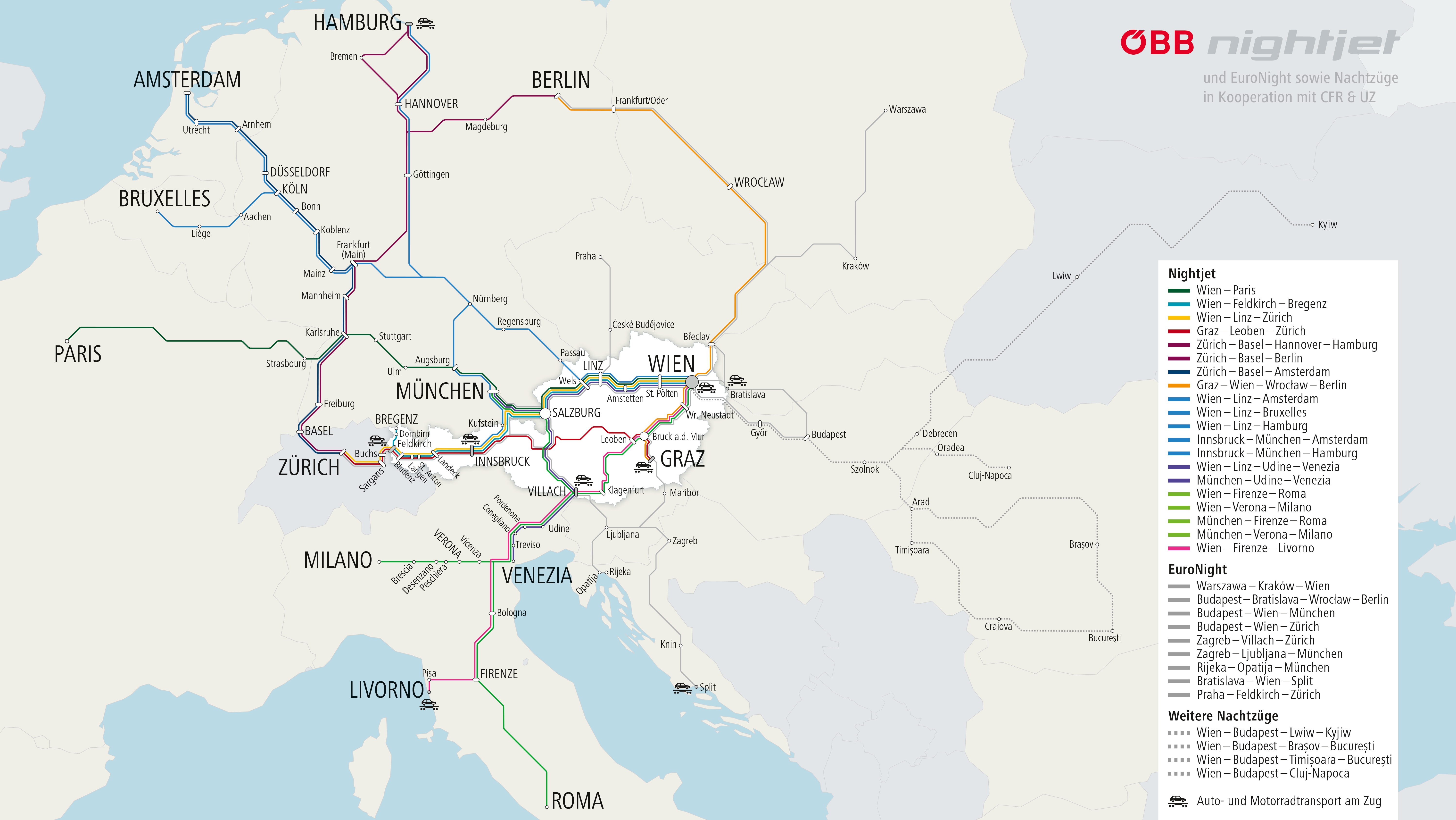
Карта маршрутів Nightjet (2022)

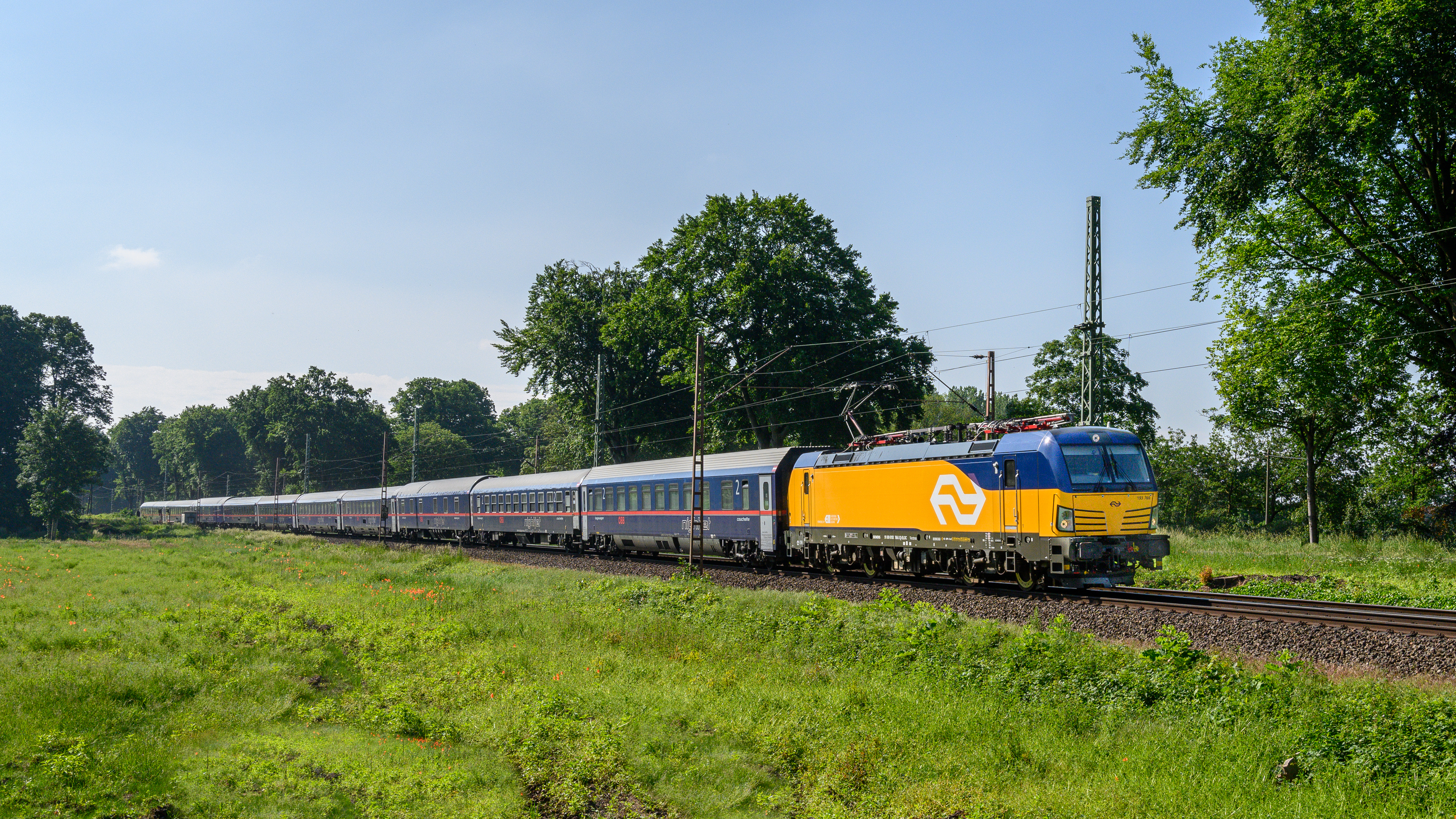
Nightjet 420: з Австрії до Амстердам-Центральний

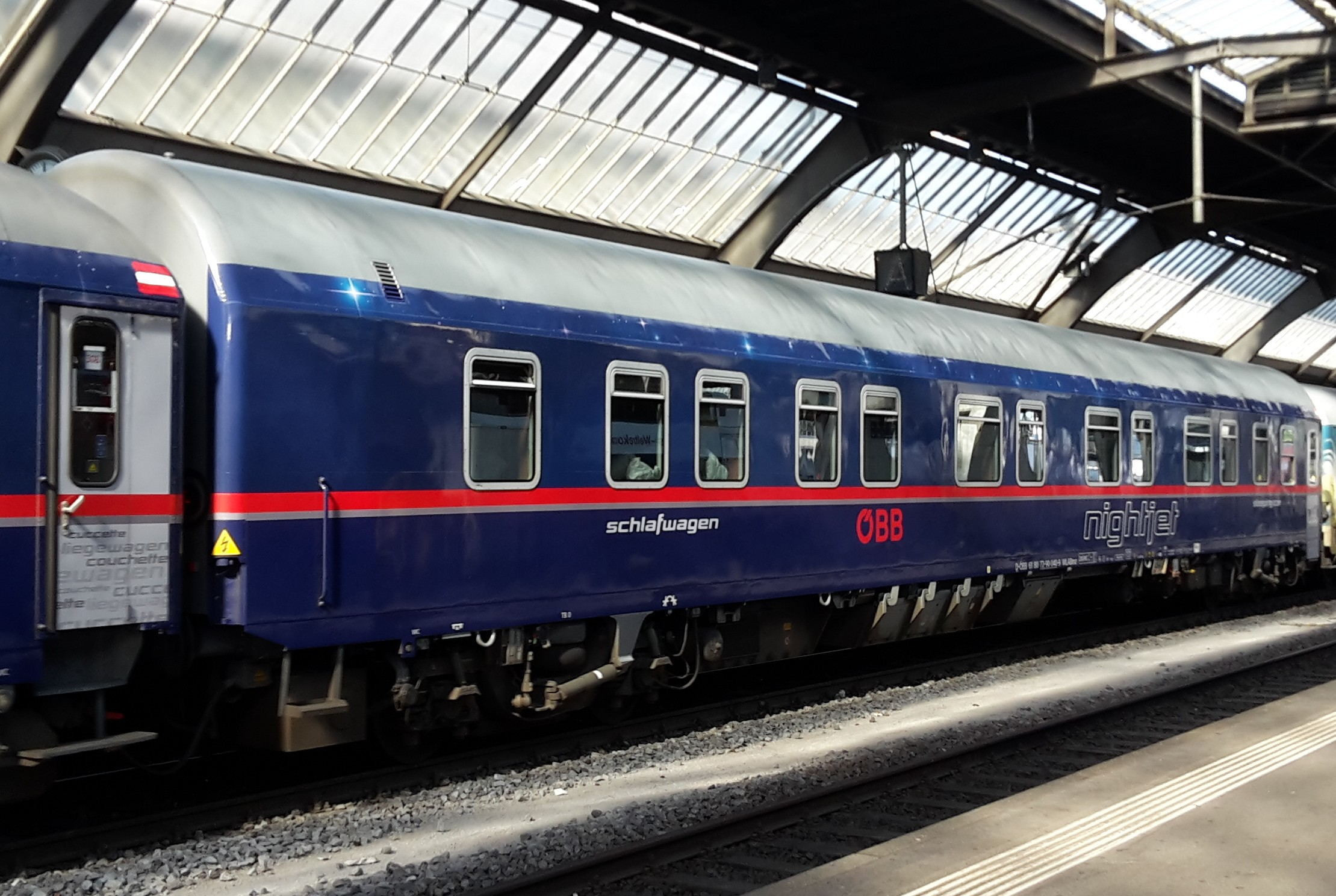
Спальний вагон Nightjet на станції Цюрих-Головний

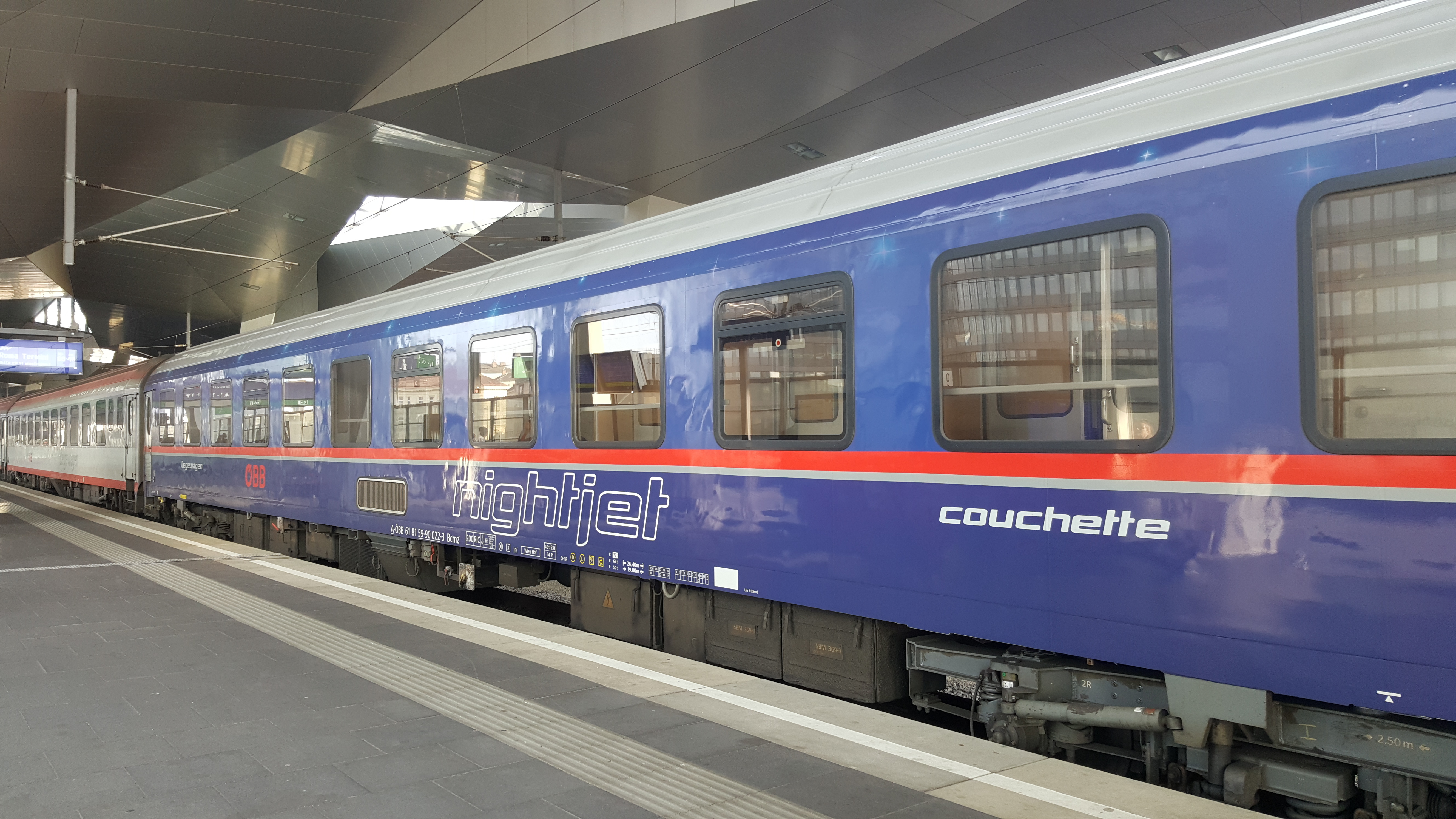
Плацкартний вагон Nightjet на станції Відень-Головний

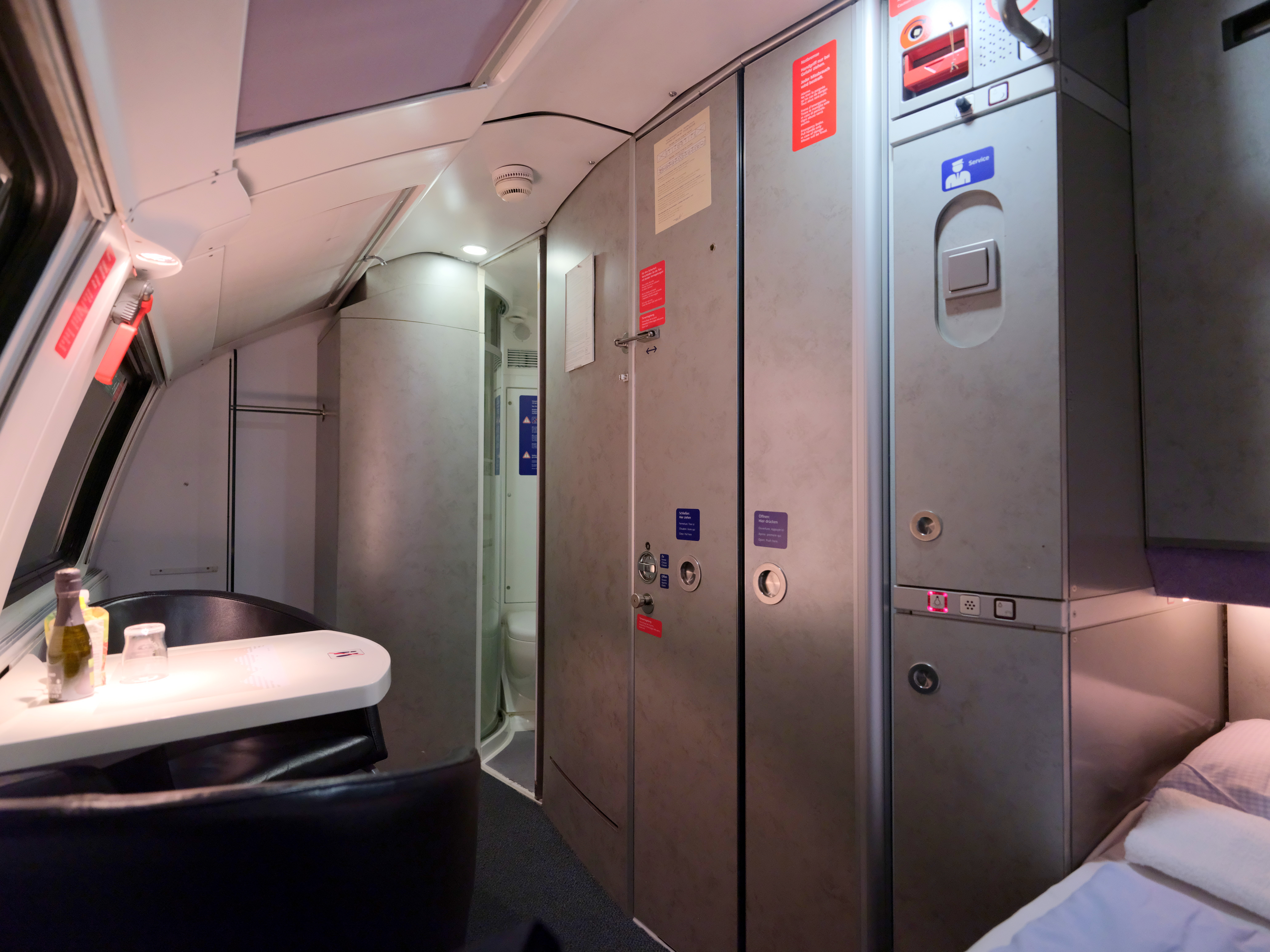
Одно-/двомісне купе з душем і туалетом

| Номер потяга   | Оператор | Маршрут |
| -------------- | -------- | --- |
| NJ 446/447     | ÖBB      | Відень - Лінц - Інсбрук - Фельдкірх - Брегенц                                                                                                |
| NJ 464/465     | ÖBB      | Грац - Леобен - Інсбрук - Фельдкірх - Цюрих                                                                                                  |
| NJ 466/467     | ÖBB      | Відень - Лінц - Зальцбург - Інсбрук - Цюрих                                                                                                  |
| NJ 468/469     | ÖBB      | Відень - Лінц - Зальцбург - Мюнхен - Карлсруе - Страсбург - Париж                                                                            |
| NJ 401/40470   | ÖBB      | Гамбург - Франкфурт - Фрайбург - Базель - Цюрих                                                                                              |
| NJ 471/470     | ÖBB      | Берлін - Франкфурт - Фрайбург - Базель - Цюрих                                                                                               |
| NJ 456/457     | ÖBB      | Грац - Відень - Вроцлав - Франкфурт-на-Одрі - Берлін                                                                                         |
| NJ 490/491     | ÖBB      | Відень - Лінц - Нюрнберг - Ганновер - Гамбург                                                                                                |
| NJ 40490/40421 | ÖBB      | Відень - Лінц - Нюрнберг - Франкфурт - Кельн - Дюссельдорф - Амстердам                                                                       |
| NJ 420/421     | ÖBB      | Інсбрук - Мюнхен - Франкфурт - Кельн - Дюссельдорф - Амстердам                                                                               |
| NJ 50490/425   | ÖBB      | Відень – Лінц – Нюрнберг – Кельн – Брюссель                                                                                                  |
| NJ 40420/40491 | ÖBB      | Інсбрук - Мюнхен - Нюрнберг - Ганновер - Гамбург                                                                                             |
| NJ 40233/40294 | ÖBB      | Відень - Філлах - Болонья - Флоренція - Рим                                                                                                  |
| NJ 233/235     | ÖBB      | Відень - Філлах - Верона - Мілан - Генуя - Ла-Спеція                                                                                         |
| NJ 40466/236   | ÖBB      | Відень - Лінц - Зальцбург - Філлах - Удіне - Венеція                                                                                         |
| NJ 295/294     | ÖBB      | Мюнхен - Зальцбург - Філлах - Болонья - Флоренція - Рим                                                                                      |
| NJ 40295/40235 | ÖBB      | Мюнхен - Зальцбург - Філлах - Верона - Мілан - Генуя - Ла-Спеція                                                                             |
| NJ 236/237     | ÖBB      | Штутгарт - Мюнхен - Зальцбург - Філлах - Удіне - Венеція                                                                                     |
| NJ 233/235     | ÖBB      | Відень – Клагенфурт – Філлах – Падуя – Віченца – Верона-Порта-Нуова – Брешія – Мілан-Рогоредо – Генуя-П'яцца-Принчипе – Ла-Спеція-Центральне |